# Scintillula scintillula
Scintillula scintillula is een tweekleppigensoort uit de familie van de Galeommatidae. De wetenschappelijke naam van de soort is voor het eerst geldig gepubliceerd in 1888 door Jousseaume.